# 윈체스터 모델 1894

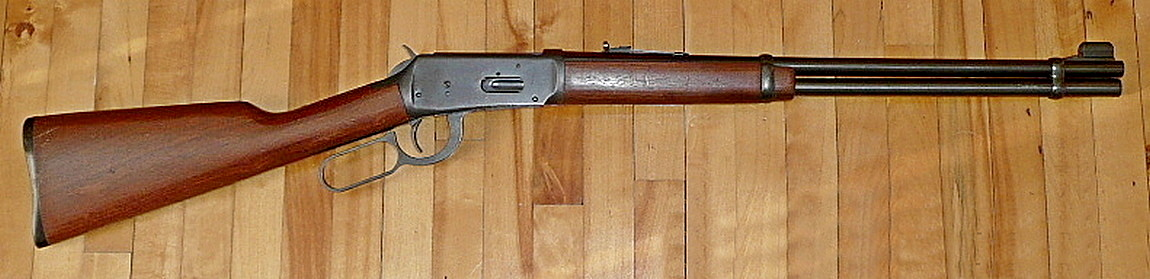

윈체스터 모델 1894(영어: Winchester Model 1894), 윈체스터 94(Winchester 94) 또는 모델 94(Model 94)는 현재까지 가장 유명하고 대중적인 소총들 가운데 하나가 된 레버 액션 연발총이다. 1894년 존 브라우닝이 설계했으며 처음에 .32-40 윈체스터와 .38-55 윈체스터라는 2개의 금속 흑색 화약을 발사해기 위한 공간이 제공되었다.
원 모델 1894는 메트로폴리탄 미술관에 전시되어 있다.

## 개요
윈체스터 모델 1894는 무연 화약과 함께 사용되도록 제작된 미국 최초의 상업용 연발총이다.

## 같이 보기
- 윈체스터 라이플